# Neptis blandina
Neptis blandina är en fjärilsart som beskrevs av Pieter Cramer 1782. Neptis blandina ingår i släktet Neptis och familjen praktfjärilar. Inga underarter finns listade i Catalogue of Life.